# Anopheles powderi
Anopheles powderi är en tvåvingeart som beskrevs av Thomas J. Zavortink 1970. Anopheles powderi ingår i släktet Anopheles och familjen stickmyggor.
Artens utbredningsområde är Costa Rica. Inga underarter finns listade i Catalogue of Life.